# Justice (TV-serie)
Justice är en amerikansk advokatserie från 2006 med bland andra Victor Garber, Kerr Smith, Rebecca Mader och Eamonn Walker.
Den producerades av Jerry Bruckheimer.
Serien sändes på Kanal 5 2007.

## Rollfigurer
- Ron Trott (Victor Garber) är den styrande i advokatteamet och han tycker om att synas i media, och utnyttja dem till sina klienters fördel. Hans sätt ogillas av dock av juryer och därför arbetar han främst utanför rättsalen.

- Tom Nicholson (Kerr Smith), är Trots motsats, han uppfattas som ärlig av juryer och är den som övertygar i rättssalen. Han vill helst tro att klienterna verkligen är oskyldiga.

- Luther Graves (Eamonn Walker), är en före detta åklagare som blivit försvarsadvokat. Han använder sina erfarenheter för att förutsäga åklagarsidans drag, och att se fallen ur både förövar- och offerperspektiv.Han är politiskt engagerad i det afroamerikanska samhället och har många goda kontakter.

- Alden Tuller (Rebecca Mader) sköter bevismaterial, vittnen och experter. Hon är ogift, men bär vigselring under rättegångar eftersom hon tror att det får juryer att lita mer på henne. Till skillnad från Tom så förutsätter hon att klienterna snarare är skyldiga än oskyldiga.